# Талиабу
Талиабу (индон. Kabupaten Pulau Taliabu) — остров и округ в составе островов Сула и Молуккских островов в Индонезии. Расположен к западу от островов Манголе и Санана.

## Административное деление
В 2013 году семь районов (kecamatan) острова Талиабу (и его прибрежных островов) были выделены из округа островов Сула, чтобы создать отдельный округ - острова Талиабу (Kabupaten Pulau Taliabu); они сведены в таблицу ниже с их переписью населения 2010 года.
| Название              | Русское название        | Население (2010 год) |
| --------------------- | ----------------------- | -------------------- |
| Lede                  |                         | 5,977                |
| Taliabu Barat         | Западный Талиабу        | 9,027                |
| Taliabu Barat Laut    | Северо-Западный Талиабу | 4,079                |
| Taliabu Selatan       | Южный Талиабу           | 8,738                |
| Taliabu Timur         | Восточный Талиабу       | 3,542                |
| Taliabu Timur Selatan | Юго-Западный Талиабу    | 5,066                |
| Taliabu Utara         | Северный Талиабу        | 10,880               |
| Всего                 |                         | 47,309               |

## Внешние ссылки
- taliabukab.go.id — официальный сайт Талиабу